# 서울상월초등학교
서울상월초등학교는 대한민국 서울특별시 노원구 상계동에 있는 공립 초등학교이다.

## 학교 연혁
- 1990년 3월 2일 서울상월국민학교 개교
- 1996년 3월 1일 현재 교명으로 개칭
- 2010년 3월 1일 돌봄교실 개설
- 2011년 3월 28일 특수학급 개설
- 2013년 3월 26일 학교 외벽 보수 공사 완료
- 2013년 7월 26일 방송실 리모델링
- 2013년 8월 21일 씨름장 정비 및 모래 교체
- 2014년 8월 8일 교사동 내부 도장 공사
- 2014년 10월 7일 에코스쿨 조성사업 완료
- 2014년 11월 6일 학교 강당 리모델링
- 2015년 8월 7일 음악실, 체육시설 보관창고 보수 및 영어 전용교실 리모델링
- 2015년 8월 20일 보건실, 도서관, 과학자료실 교육환경 개선 공사
- 2016년 2월 제26회 엘리트 졸업
- 2016년 8월 29일 중연창 교체공사
- 2016년 9월 5일 정문 교체공사
- 2018년 1월 26일 실과실, 미술실 리모델링
- 2019년 2월 12일 제29회 졸업식(46명)
- 2019년 2월 28일 체육관(꿈마루) 완공
- 2019년 3월 1일 15학급 편성(특수 1학급 포함)

## 참고 자료
- 서울상월초등학교 - 한국교육학술정보원 학교알리미